# Aradus saskatchewanensis
Aradus saskatchewanensis är en insektsart som beskrevs av Ryuichi Matsuda 1980. Aradus saskatchewanensis ingår i släktet Aradus och familjen barkskinnbaggar. Inga underarter finns listade i Catalogue of Life.